# Episodi di Bob's Burgers (prima stagione)
La prima stagione di Bob's Burgers è andata in onda originariamente negli Stati Uniti dal 9 gennaio 2011 al 22 maggio 2011 su Fox.
In Italia è stata trasmessa per la prima volta dal 21 agosto 2011 al 13 novembre 2011 su Fox.
| n. | Codice di produzione | Titolo                       | Titolo originale                | Prima TV USA     | Prima TV Italia   |
| -- | -------------------- | ---------------------------- | ------------------------------- | ---------------- | ----------------- |
| 1  | 1ASA01               | Carne umana                  | Human Flesh                     | 9 gennaio 2011   | 21 agosto 2011    |
| 2  | 1ASA02               | L’intercapedine              | Crawl Space                     | 16 gennaio 2011  | 28 agosto 2011    |
| 3  | 1ASA04               | La mucca sacra               | Sacred Cow                      | 23 gennaio 2011  | 4 settembre 2011  |
| 4  | 1ASA06               | La danza sexy                | Sexy Dance Fighting             | 13 febbraio 2011 | 11 settembre 2011 |
| 5  | 1ASA05               | Cena teatrale                | Hamburger Dinner Theater        | 20 febbraio 2011 | 18 settembre 2011 |
| 6  | 1ASA09               | Buon compleanno Tina         | Sheesh! Cab, Bob?               | 6 marzo 2011     | 25 settembre 2011 |
| 7  | 1ASA08               | Bed & Breakfast              | Bed & Breakfast                 | 13 marzo 2011    | 2 ottobre 2011    |
| 8  | 1ASA07               | La fiera dell'arte           | Art Crawl                       | 20 marzo 2011    | 9 ottobre 2011    |
| 9  | 1ASA10               | Spaghetti Western e polpette | Spaghetti Western and Meatballs | 27 marzo 2011    | 16 ottobre 2011   |
| 10 | 1ASA03               | La guerra degli hamburger    | Burger Wars                     | 10 aprile 2011   | 23 ottobre 2011   |
| 11 | 1ASA11               | Weekend da Mort              | Weekend at Mort's               | 8 maggio 2011    | 30 ottobre 2011   |
| 12 | 1ASA13               | La sagra dell'aragosta       | Lobsterfest                     | 15 maggio 2011   | 6 novembre 2011   |
| 13 | 1ASA12               | Torpedo                      | Torpedo                         | 22 maggio 2011   | 13 novembre 2011  |

## Carne umana
- Sceneggiatura: Loren Bouchard e Jim Dauterive
- Regia: Anthony Chun
- Messa in onda originale: 9 gennaio 2011
- Messa in onda italiana: 21 agosto 2011

Dopo tanto lavoro Bob è pronto a riaprire il proprio ristorante fast food di hamburger, e si prepara per l'inaugurazione. Allo scopo di attirare clienti nel locale, manda Gene in strada con un vassoio di piccoli assaggi da offrire ai passanti. Il ragazzo li fa cadere a terra e, come se nulla fosse accaduto, li raccoglie e li risistema sul vassoio. Alla scena ha però assistito Hugo, l'ispettore sanitario, che coglie l'occasione per svolgere un'ispezione nel locale, trovando varie lacune nell'organizzazione e nella pulizia. Confessa di essere lì per controllare che nel locale non si usi carne umana (voce messa in giro da Louise a scuola), e, incattivito dopo aver saputo che la sua storica fiamma Linda ha sposato Bob, se ne convince ancor prima di effettuare l'ispezione quando a causa di un pasticcio di Gene finisce nel locale una bara della vicina impresa di pompe funebri, scambiata da Linda per il suo regalo d'anniversario. Approfittando dell'influenza che ancora ha su di lui, Linda convince Hugo ad effettuare realmente l'esame, che rivela nei panini solo normalissima carne bovina. Ma quando Ron, aiutante di Hugo, corre al "Bob's Burgers" per informare del buon esito dell'analisi, viene malamente zittito da Bob, che sta nel frattempo accogliendo un nutrito gruppo di clienti desiderosi di sperimentare il sapore della (presunta) carne umana.

## L'intercapedine
- Sceneggiatura: Loren Bouchard e Jim Dauterive
- Regia: Kyounghee Lim
- Messa in onda originale: 16 gennaio 2011
- Messa in onda italiana: 18 agosto 2011

Linda pulisce casa in maniera ossessiva per l'imminente visita dei suoi genitori Al e Gloria, ospiti per una notte. Convince Bob a riparare una fastidiosa perdita, a causa della quale l'uomo deve calarsi in un'intercapedine tra i muri di casa propria e del "Bob's Burgers". Poco allettato dall'idea di trascorrere la giornata con l'odiata suocera, che genera in lui una vera e propria repulsione, per godere di un po' di tranquillità finge di essere rimasto incastrato nell'intercapedine, comunicando ai familiari (che lo ascoltano dall'altra parte del muro) le direttive per mandare avanti il locale. Linda si rivolge a Teddy, il muratore fedele cliente del Burgers, per salvare il marito, ma Bob svela all'operaio la sua messa in scena e lo esorta a fingere di dover tornare il giorno successivo. Gloria, però, decide di trattenersi anche l'indomani, e Bob, nel tentativo di uscire dall'intercapedine, vi rimane davvero incastrato, rivelando la sua farsa anche a Linda, che per ripicca decide di lasciarlo lì e bloccare i soccorsi. La situazione degenera: il "Bob's Burgers" piomba nel caos, Bob finisce per ammattire a causa della solitudine, e Mr. Frond, psicologo della scuola frequentata dai figli della coppia, insospettito dagli strani comportamenti insofferenti dei ragazzi, decide di effettuare un'ispezione. Sul punto di affidare i ragazzi a degli assistenti sociali, viene bloccato da Gloria, che riesce a estrarre Bob dall'intercapedine e, prima di lasciare casa della figlia, lo convincere a desistere sostenendo che, non essendo lui un padre di famiglia, non è in grado di giudicare se Bob e Linda siano dei buoni genitori o meno.

## La mucca sacra
- Sceneggiatura: Nora Smith
- Regia: Jennifer Coyle
- Messa in onda originale: 23 gennaio 2011
- Messa in onda italiana: 4 settembre 2011

Il "Bob's Burgers" è in procinto di tagliare il traguardo dei centomila hamburger cucinati. In occasione dell'evento il documentarista Randy Watkins, che sta girando un lavoro contro il consumo della carne bovina, si piazza con la propria troupe fuori dal locale, lega a un palo la mucca Mulissa e, accusando Bob di essere un assassino di bovini, attiva un countdown della durata di cinque giorni: alla scadenza di quest'ultimo Bob dovrà decidere se risparmiare l'animale o macellarlo per farne un hamburger. Il documentario si rivela una buona pubblicità per il locale sempre più affollato, ma dipinge Bob come un macellaio spietato e senza cuore. Preso dai sensi di colpa, sogna la morte della mucca e, impietosito, la fa salire in casa durante una notte di pioggia. I giorni passano e Bob si affeziona sempre di più a Mulissa, iniziandola a trattare come un membro della famiglia nonostante i malumori di Linda, che di nascosto riporta la mucca in strada. Quando Bob scende, però, Mulissa non c'è più: è stata rubata dai proprietari dello "Zoo per animali domestici di Mamma Oca". La notte seguente la famiglia Belcher e la troupe di Randy organizzano un blitz allo zoo e recuperano l'animale, riportandolo fuori dal "Bob's Burgers". Allo scadere del countdown, mentre Bob e Randy litigano sul da farsi, Mulissa viene quasi investita dal furgone della Protezione Animali, morendo d'infarto. Bob sviene per lo shock e sogna di nuovo l'animale, che gli chiede di fare del suo cadavere carne per hamburger. Bob, riluttante, accetta e può così cucinare il centomillesimo hamburger del suo locale.

## La danza sexy
- Sceneggiatura: Steven Davis e Kelvin Yu
- Regia: Anthony Chun
- Messa in onda originale: 13 gennaio 2011
- Messa in onda italiana: 11 settembre 2011

In preda ad una crisi tipica della pubertà, Tina si rifiuta di svolgere il lavoro che Bob la costringe a fare nel ristorante. Portata dai fratelli minori a vedere una lezione di capoeira, si infatua del maestro brasiliano Jairo e decide di seguirne con regolarità le lezioni contro il volere del padre. Stanco della crescente ammirazione della figlia nei confronti del maestro e vedendola sempre più assente dal lavoro, Bob si reca alla scuola di capoeira per riportarla indietro e viene sfidato da Jairo che lo batte e lo umilia: durante lo scontro infatti Bob, che a quell'ora è solito recarsi al gabinetto, non riesce a trattenere i propri bisogni, facendoseli addosso. Vieta così a Tina di frequentare le lezioni finché lo stesso Jairo si reca al "Bob's Burgers" per convincerlo a tornare sui propri passi in vista del "Troca de Cordoes", il saggio finale durante il quale vengono assegnate le corde gialle agli allievi del corso. Linda, Gene e Louise vanno a vedere l'esibizione di Tina, mentre Bob resta al locale, troppo orgoglioso per darla vinta alla figlia. Alla fine, però, preso dai sensi di colpa, cede, ed anzi si fa tanto prendere dall'entusiasmo da sfidare nuovamente Jairo quando questi, viste le (pessime) abilità di Tina nella capoeira, decide di non assegnarle la corda. Battuto nettamente ancora una volta dal maestro, Bob riesce comunque a riappacificarsi con la figlia, che per dimostrare di aver apprezzato il gesto del genitore torna a lavorare a tempo pieno al "Bob's Burgers".

## Cena teatrale
- Sceneggiatura: Dan Fybel e Rich Rinaldi
- Regia: Wes Archer
- Messa in onda originale: 20 febbraio 2011
- Messa in onda italiana: 18 settembre 2011

Dopo aver partecipato con delle amiche ad una cena con spettacolo teatrale, Linda convince il riluttante Bob ad organizzare tre serate cena-spettacolo al "Bob's Burgers", ribattezzato per l'occasione "Sognatorio". Con l'aiuto dei ragazzi e di Morty la donna organizza lo show, la cui trama vedrà svolgersi una serie di omicidi in un obitorio. La prima serata non va per nulla bene: a causa di un eccesso di effetti speciali, il pubblico crede che Morty venga davvero assassinato e allerta la polizia. Anche la seconda serata non sembra promettente; lo spettacolo è noioso e Tina, presa dell'ansia da palcoscenico, non riesce a pronunciare la sua unica battuta. Ma proprio quando il pubblico sta per lasciare il "Bob's Burgers", ecco il colpo di scena: un rapinatore con il volto coperto entra nel locale, intimando di consegnare l'incasso della serata. Nessuno, poliziotte comprese, muove un dito per aiutare Bob, convinte che la rapina sia parte dello spettacolo. Lo stesso malvivente, entrato nella parte, prima di scappare con i soldi ammalia Linda improvvisando una danza con lei. Il giorno successivo, mentre fervono i preparativi dell'ultima cena-spettacolo, l'uomo torna al "Bob's Burgers", confessa il misfatto e chiede, visto il successo riscosso, di poter nuovamente prendere parte al musical. Dinanzi al rifiuto di Bob, il giovane per ripicca estrae la pistola e lo rapina ancora, venendo catturato poco dopo dalla polizia. Senza di lui l'ultimo spettacolo si rivela un nuovo flop: il pubblico si aspetta il colpo di scena che non arriva, nonostante Bob, all'ultimo momento, decida di fingersi un ladro e improvvisare con pessimi esiti una rapina. L'azione del marito, però, rende lo stesso felice Linda e riesce a liberare Tina dalla sua ansia, facendole pronunciare finalmente la sua battuta.

## Buon compleanno Tina
- Sceneggiatura: Jennifer Coyle
- Regia: Jon Schroeder
- Messa in onda originale: 6 marzo 2011
- Messa in onda italiana: 25 settembre 2011

Il tredicesimo compleanno di Tina si avvicina e la ragazza rivela ai propri genitori di sognare una festa nel "Bob's Burgers", adibito per l'occasione a discoteca, durante la quale baciare Jimmy Pesto Jr, figlio dell'odiato rivale di Bob. Per far fronte agli alti costi del party, Bob chiede una proroga del pagamento dell'affitto di due settimane al signor Fischoeder, che respinge la richiesta ma gli offre un posto come tassista notturno per arrotondare i guadagni. L'uomo inizia così la sua nuova, doppia vita, sopportando la stanchezza per amore della figlia e facendo amicizia con un gruppo di travestiti, assidui clienti del taxi. Tina inizia a distribuire gli inviti per la festa a scuola, ma viene a sapere che il suo amato Jimmy non potrà venire a causa delle rivalità tra i loro genitori. Bob si reca così al ristorante dei Pesto, pregando Jimmy Sr di cambiare idea: quest'ultimo, inflessibile, gli dice che darà il permesso al figlio solo se Bob si taglierà i suoi storici baffi, e glieli porterà come trofeo in un sacchetto di plastica. Bob rifiuta e ha un battibecco con Tina, per la quale il party non avrebbe senso senza Jimmy, e la mattina seguente torna ubriaco da lavoro, addormentandosi fino all'inizio della festa. Uno dopo l'altro arrivano al "Bob's Burgers" tutti i suoi amici travestiti che aveva invitato, senza più ricordarsene, durante la sbornia. Questi spiegano a Tina tutti i sacrifici che il padre ha fatto per lei, ma proprio quando la ragazza si appresta a scusarsi col padre e dimostrare tutto il suo affetto, Bob esce dalla toilette con i baffi tagliati, deciso ad accontentare fino in fondo la figlia. I travestiti gli rivelano che Jimmy Pesto Sr è solito frequentare i loro ambienti e Bob si reca al ristorante rivale, ottenendo la presenza di Jimmy Jr alla festa dopo aver minacciato di spifferare questo segreto a tutti i clienti. Arrivato al "Bob's Burgers", il ragazzo si avvicina subito a Tina e i due, dopo aver ballato insieme, si baciano.

## Bed & Breakfast
- Sceneggiatura: Holly Schlesinger
- Regia: Boohwan Lim
- Messa in onda originale: 13 marzo 2011
- Messa in onda italiana: 2 ottobre 2011

Linda ha deciso di convertire l'appartamento dei Belcher in un bed and breakfast, costringendo Tina e Gene a condividere con lei e Bob la camera matrimoniale: la stanza di Tina è occupata dall'entomologo Javed Fazel e dalla sua collezione di scarafaggi, quella di Gene dai coniugi Ed e Nora Samuels. Linda pianifica ogni cosa nei minimi dettagli, compreso una serie di imbarazzanti attività di gruppo alle quali obbliga i malcapitati ospiti a partecipare. Il giorno seguente Bob si lamenta con Teddy del disordine che regna nella casa: questi però si rivela entusiasta dell'idea, e chiede a Linda di potervi soggiornare. L'ospite "perfetto", come è subito ribattezzato dalla donna, dovrà stare in camera di Louise, che accoglie con rabbia la notizia e giura vendetta al muratore. La situazione precipita. Durante la notte Louise ruba la boccetta di feromoni di Javed e ne spruzza il contenuto sul volto di Teddy che, per nulla infastidito dall'accaduto, si ritrova al mattino la faccia ricoperta di scarafaggi. La bambina viene però a scoprire che la più grande paura di Teddy sono gli uomini che indossano costumi di animali, fobia generata dal trauma di aver visto la propria moglie a letto con un uomo travestito da foca. Chiama così una compagnia di figuranti in costumi da animali e ne assolda una dozzina, causando una reazione violenta da parte di Teddy, che li aggredisce una volta giunti al bed and breakfast. Intanto Linda, sempre più stressata e incollerita per la poca partecipazione degli ospiti, che vorrebbero lasciare la struttura, chiude Javed e i coniugi Samuels nelle proprie camere, salvo poi perderne le chiavi. Bob riesce a farla rinsavire e a farle chiedere scusa a Louise, la quale accetta di aiutare la madre a liberare gli ospiti grazie alla sua abilità nello scassinare serrature. Ma se l'entomologo neanche si accorge di essere stato chiuso dentro, i Samuels vengono colti in flagrante nell'atto di calarsi giù dalla finestra, e vengono lasciati liberi da Linda solo dopo aver promesso di fare buona pubblicità alla struttura. La situazione torna alla normalità, con Louise che può finalmente riavere la sua stanza e Teddy che riesce a sconfiggere la propria paura invitando una delle persone in costume (che erroneamente crede essere una donna) ad uscire con lui.

## La fiera dell'arte
- Sceneggiatura: Lizzie Molyneux e Wendy Molyneux
- Regia: Kyounghee Lim
- Messa in onda originale: 20 marzo 2011
- Messa in onda italiana: 9 ottobre 2011

Linda chiede a Bob di lasciare che sua sorella esponga i propri quadri nel ristorante, durante la settimana dell'arte. Bob acconsente, ma si troverà nei guai.

## Spaghetti Western e polpette
- Sceneggiatura: Kit Boss
- Regia: Wes Archer
- Messa in onda originale: 27 marzo 2011
- Messa in onda italiana: 16 ottobre 2011

Da quando Bob e Gene iniziano a vedere classici film western, legano sempre di più, facendo sentire Louise esclusa.

## La guerra degli hamburger
- Sceneggiatura: Loren Bouchard
- Regia: Boohwan Lim
- Messa in onda originale: 10 aprile 2011
- Messa in onda italiana: 23 ottobre 2011

Il proprietario del locale di Bob gli rivela che il suo rivale, Jimmy Pesto, ha intenzione di prendersi il Bob's Burger per ampliare il suo ristorante.

## Weekend da Mort
- Sceneggiatura: Scott Jacobson
- Regia: Anthony Chun
- Messa in onda originale: 8 maggio 2011
- Messa in onda italiana: 30 ottobre 2011

Mentre il ristorante rimane chiuso per una disinfestazione, tutta la famiglia di Bob è costretta a passare il fine settimana da Mort, l'impresario delle pompe funebri.

## La sagra dell'aragosta
- Sceneggiatura: Aron Abrams e Greg Thompson
- Regia: Boohwan Lim
- Messa in onda originale: 15 maggio 2011
- Messa in onda italiana: 6 novembre 2011

Anche se l'annuncio di una tempesta ha fatto cancellare gli eventi della sagra dell'aragosta, Bob decide di tenere aperto il locale per la sua festa preferita.

## Torpedo
- Sceneggiatura: Dan Fybel e Rich Rinaldi
- Regia: Kyounghee Lim
- Messa in onda originale: 22 maggio 2011
- Messa in onda italiana: 13 novembre 2011

L'eroe di Bob, un ex campione di baseball ormai fallito, entra a far parte della squadretta della città. Lui e Bob diventano amici, ma non tutto andrà bene.